# IC 4946
IC 4946 — галактика типу SB0-a (компактна витягнута галактика) у сузір'ї Стрілець.
Цей об'єкт міститься в оригінальній редакції індексного каталогу.